# Добринь-Кольонія
Добринь-Кольонія (пол. Dobryń-Kolonia) — село в Польщі, у гміні Залесе Більського повіту Люблінського воєводства.
Населення — 151 особа (2011).
У 1975-1998 роках село належало до Білопідляського воєводства.

## Демографія
Демографічна структура станом на 31 березня 2011 року:
|          | Загалом | Допрацездатний вік | Працездатний вік | Постпрацездатний вік |
| -------- | ------- | ------------------ | ---------------- | -------------------- |
| Чоловіки | 86      | 16                 | 52               | 18                   |
| Жінки    | 65      | 8                  | 29               | 28                   |
| Разом    | 151     | 24                 | 81               | 46                   |